# Wheatland (Pennsylvanie)
Wheatland est un arrondissement du comté de Mercer (Pennsylvanie), le long de la rivière Shenango, faisant partie de l'agglomération urbaine de Youngstown–Warren–Boardman. Sa population était de 748 au recensement de 2000. 
La zone a été pratiquement détruite lors de l'éruption de tornades le 31 mai 1985 en Ontario, Ohio, Pennsylvanie et New York alors qu'une tornade de force F5 (Échelle de Fujita) l'a traversé. La tornade a tué dix-huit personnes et blessé 300. C'est la plus puissante tornade à avoir frappé la Pennsylvanie.

## Population
Selon le recensement de 2000, il y  a 748 personnes, dont 202 familles, vivant dans 349 demeures. 85,96 % sont caucasiens, 12,03 % sont afro-américains, 0,13 % sont asiatiques, 0,13 % sont d'autres races et 1,74 % sont interraciaux. 